# 格盧博科耶湖
格盧博科耶湖是俄羅斯的淡水湖，是克拉斯諾亞爾斯克邊疆區最大的淡水湖，位於諾里爾斯克附近的普托拉納高原東面，面積136平方公里，平均水深約16米。

## 外部連結
- Map （页面存档备份，存于）
- Putorana Plateau （页面存档备份，存于） at Natural Heritage Protection Fund （页面存档备份，存于）